# Enhydra lutris

Distribución moderna e histórica de la nutria marina.

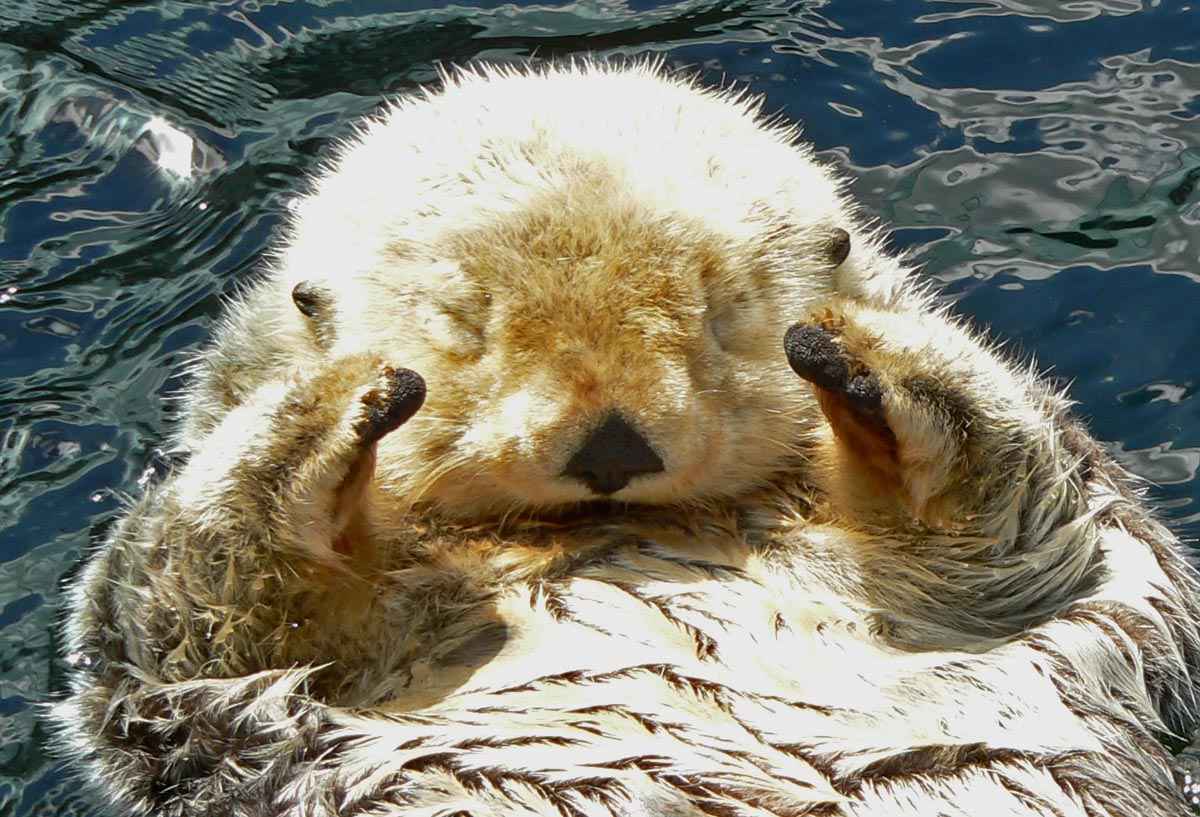
Nutria marina durmiendo.

La nutria marina (Enhydra lutris) es una especie de mamífero carnívoro de la familia de los mustélidos; es la única especie existente del género Enhydra. Habita en el Pacífico Norte, desde el norte de Japón hasta Baja California en México lugar que debido a su alta caza, fue extinta.
Los adultos de esta especie pesan entre catorce y cuarenta y cinco kilogramos, siendo el más pesado de los mustélidos y al mismo tiempo uno de los mamíferos marinos más pequeños. A diferencia de los otros mamíferos marinos, esta especie tiene como principal forma de aislamiento una capa de pelaje excepcionalmente gruesa, la más densa de entre todos los mamíferos. A pesar de que puede salir a tierra firme, la nutria marina vive casi exclusivamente en el mar. Habita cerca de las costas, donde se sumerge hasta el lecho marino para conseguir comida. Se alimenta principalmente de invertebrados marinos como erizos de mar, moluscos, crustáceos y algunos peces. Sus hábitos alimentarios son notables en varios aspectos. En primer lugar, el uso de piedras para abrir los caparazones de algunas de sus presas la convierte en uno de los pocos mamíferos que utiliza herramientas. Por otro lado, en la mayor parte de su área de distribución, es una especie clave debido al control que ejerce sobre la población de erizos de mar, los cuales de otra forma ocasionarían un daño extenso a los ecosistemas de bosques de algas marinas. Su dieta incluye peces de valor comercial para la industria pesquera, propiciando un conflicto entre las nutrias marinas y los pescadores.
La población de la especie, cuyo número original se estimaba entre 150 000 y 300 000 animales, fue diezmada intensamente, a causa de su piel, entre 1741 y 1911, hasta reducirse en un momento dado solamente a 1000 o 2000 ejemplares. Una prohibición internacional de su caza, esfuerzos de conservación y programas de reintroducción han contribuido al aumento de la población; la especie actualmente ocupa aproximadamente una tercera parte de su área de distribución original. La recuperación de la nutria marina se considera un hito importante en la conservación marina, a pesar de que la población de las islas Aleutianas y California recientemente ha disminuido o se ha estancado en su crecimiento. Sin embargo, por varias razones, entre ellas su gran vulnerabilidad a los derrames de crudo, la especie permanece clasificada como en peligro de extinción.

## Taxonomía
La primera descripción científica de la nutria marina se encuentra en las notas de campo de Georg Steller de 1751, y fue descrita como especie por Linneo en su obra Systema naturae de 1758. El nombre actual Enhydra lutris se acuñó en 1922; el género Enhydra deriva del griego antiguo en/εν "en" e hydra/ύδρα "agua"; significa "en el agua", y la palabra en latín lutris, que significa nutria.
Otras especies de mustélidos como el gato de mar, que habita en la costa suroccidental de América del Sur, viven principalmente en agua dulce, pero se las encuentra también en hábitats marinos costeros. La especie extinta visón marino que habitó en América del Norte es otro mustélido que se adaptó al medio ambiente marino.

### Evolución

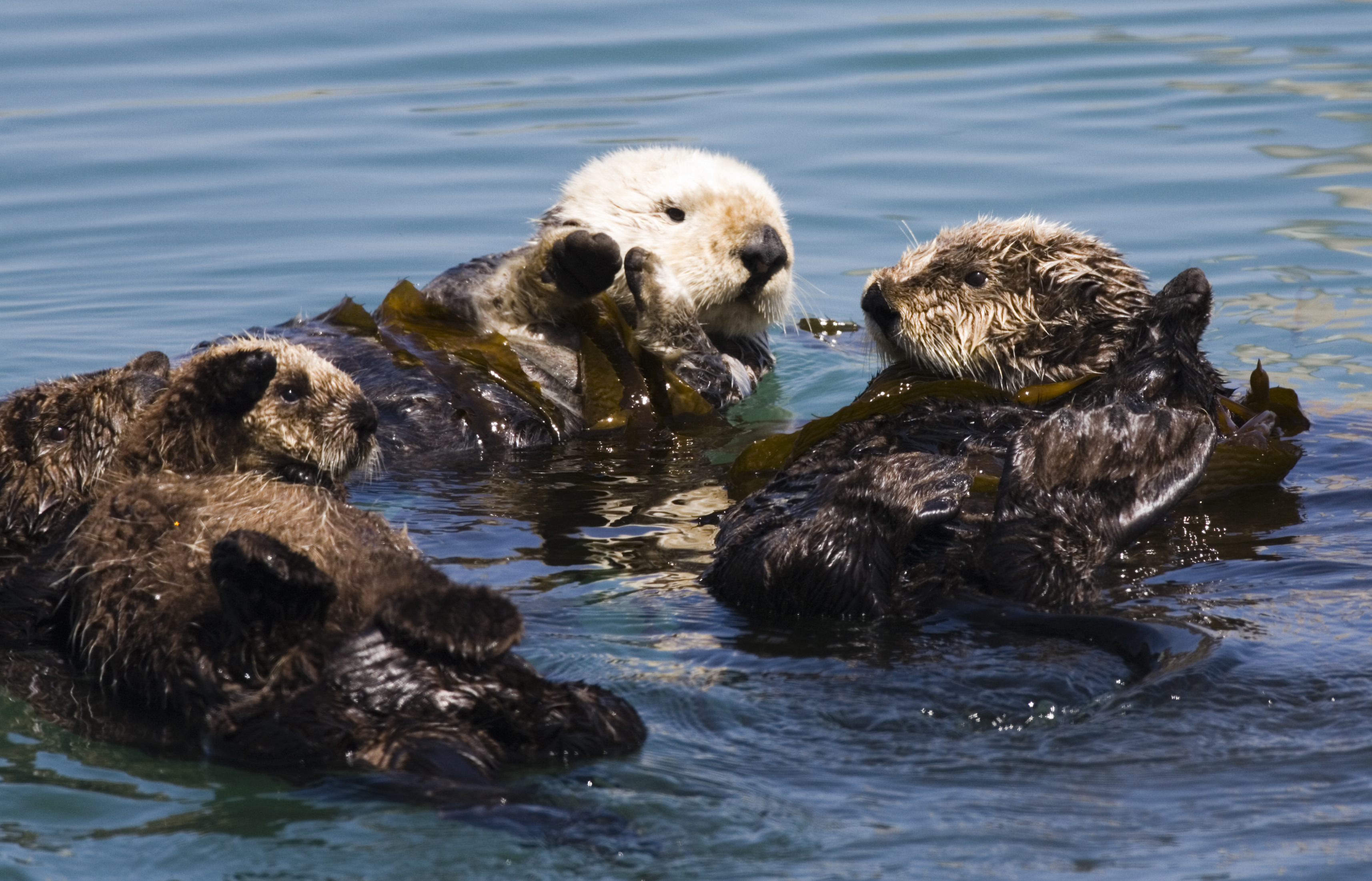
A pesar de que es un mamífero de aparición relativamente reciente, la nutria marina puede vivir en el océano durante todas las etapas de su vida.

La nutria marina es el miembro más pesado de la familia Mustelidae (la nutria gigante es más larga, pero más liviana), un grupo diverso que incluye las trece especies de nutria y animales terrestres como las comadrejas, tejones y el visón. Es el único mustélido que no habita en madrigueras o guaridas y puede pasar toda su vida dentro del agua. Es la única especie viviente clasificada dentro del género Enhydra, pero tiene un aspecto tan diferente a los otros mustélidos que incluso, hasta 1982, muchos científicos pensaban que estaba más relacionada con las focas verdaderas. Los análisis de ADN indican que la nutria marina y sus parientes más cercanos, la nutria de cuello manchado, la nutria europea, la nutria sin garras y la nutria pequeña, compartieron un ancestro hace aproximadamente cinco millones de años.
La evidencia fósil indica que el género Enhydra se aisló hace aproximadamente dos millones de años, dando lugar a la actualmente extinta Enhydra macrodonta y a la moderna Enhydra lutris. La especie evolucionó inicialmente en el norte de la isla de Hokkaido y Rusia, extendiéndose posteriormente hacia las islas Aleutianas, Alaska y la costa sur de América del Norte. En comparación con los cetáceos, sirenios y pinnípedos, los cuales entraron al agua hace aproximadamente cincuenta, cuarenta y veinte millones de años respectivamente, la nutria marina es un recién llegado al hábitat marino. Sin embargo, en algunos aspectos, esta nutria está más adaptada que los pinnípedos a la vida acuática, pues estos últimos todavía salen a tierra firme o al hielo para tener sus crías.

### Subespecies
Se reconocen tres subespecies, las cuales se diferencian por su tamaño corporal y por algunas características de la dentadura y el cráneo:
- La nutria marina común (E. l. lutris Linneo, 1758) se distribuye desde las islas Kuriles hasta las islas del Comandante en el Pacífico occidental.[7] También se le conoce como nutria marina asiática; es la subespecie más grande, tiene el cráneo ancho y los huesos nasales cortos.[16]
- La nutria marina del sur (E. l. nereis Merriam, 1904) se encuentra en la costa de California Central.[7] También se le llama nutria marina de California; tiene un cráneo más angosto con rostro largo y dientes pequeños.[16]
- La nutria marina del norte (E. l. kenyoni[17] Wilson, 1991) habita Alaska y la costa del Pacífico occidental desde las islas Aleutianas hasta Columbia Británica, Washington y el norte de Oregón.[16] Después de ser exterminada en el sur de Columbia Británica debido a la caza excesiva, se ha reintroducido en inmediaciones de la isla de Vancouver y la península Olímpica.[7]

Los esfuerzos para introducirla de nuevo en las costas de Oregón no han sido exitosos. Sin embargo, en Washington, entre 1969 y 1970, se obtuvo un resultado positivo con el aumento consecuente de su rango de distribución y población. Actualmente se encuentran en el estrecho de Juan de Fuca y pueden hallarse casi hasta la bahía Pillar Point. Algunos individuos se han observado en las islas San Juan y al norte del estrecho de Puget.

## Características físicas

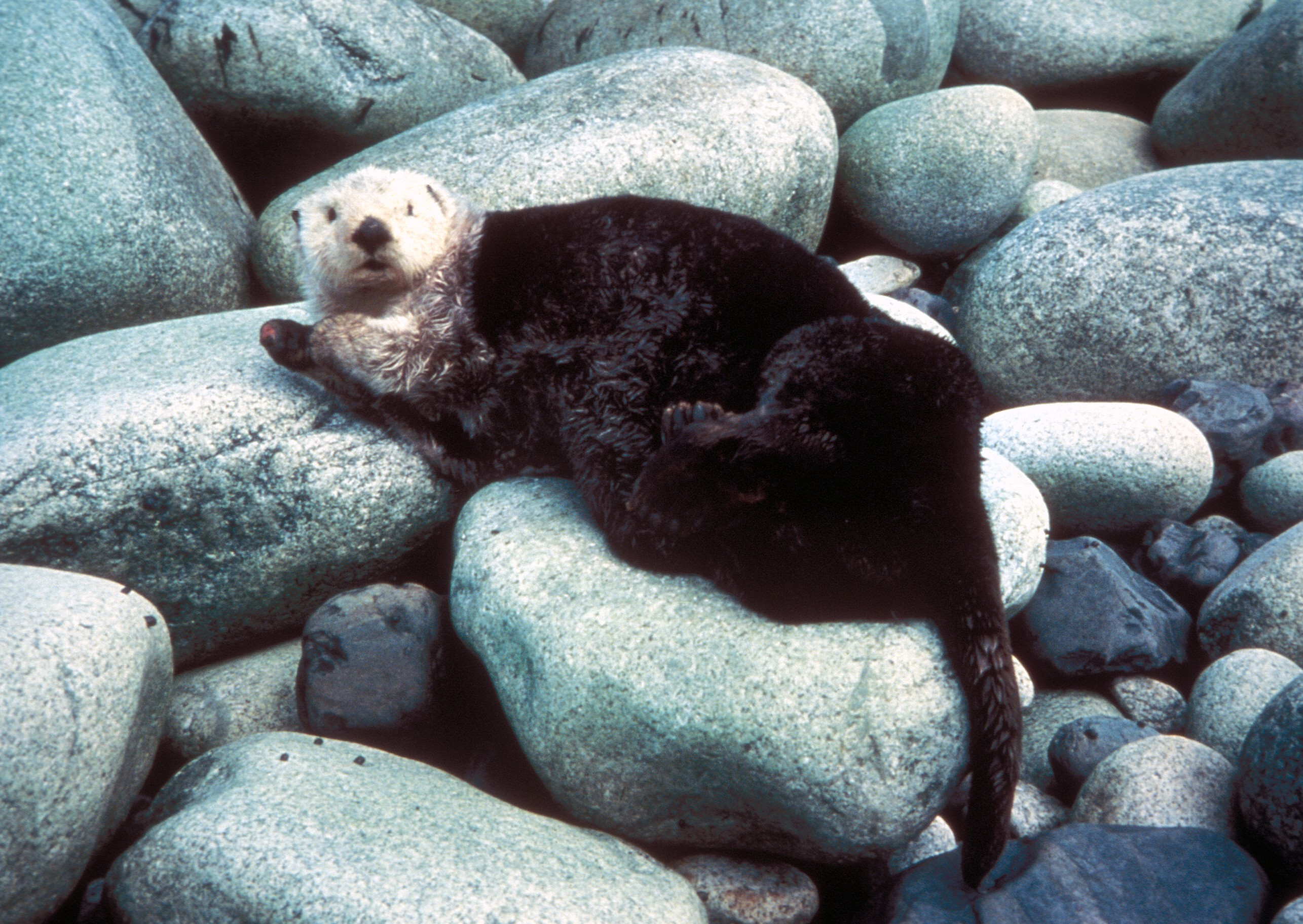
El pelaje abundante de la nutria marina hace que su cuerpo parezca más robusto al salir a tierra que dentro del agua.

La nutria marina es una de las especies más pequeñas de mamífero marino. Los machos pesan entre 22 y 45 kg, y tienen una longitud de 1,2 a 1,5 m. Las hembras son más pequeñas, con un peso de 14 a 33 kg y una longitud de 1,0 a 1,4 m.
A diferencia de los otros mamíferos marinos, la nutria marina carece de una capa gruesa de grasa y depende de su cubierta de pelo excepcionalmente denso para retener el calor. Con más de 150 000 filamentos pilosos por centímetro cuadrado, su pelaje es el más denso de cualquier mamífero. Esta cubierta está formada por una capa exterior de pelo larga e impermeable y otra capa subyacente más corta; la capa externa mantiene a la inferior libre de humedad. Por medio de esta cubierta aísla el agua fría por completo de su piel y limita la pérdida de calor. La capa de pelo es gruesa durante todo el año y se reemplaza constantemente en lugar de experimentar una muda estacional. La facultad de mantener el pelaje impermeable, y por ende la retención de calor, requiere de una limpieza extrema; por ello, la nutria marina tiene la capacidad de alcanzar y acicalar todos los sitios del cuerpo, aprovechando la piel fácilmente deslizable y el esqueleto inusualmente flexible. La coloración del pelaje es normalmente de color marrón obscuro con manchas gris plateadas; sin embargo, puede variar de amarillento hasta marrón grisáceo o casi negro. En los adultos, la cabeza, el cuello y el pecho tienen un color más claro que el resto del cuerpo.
La nutria marina posee varias adaptaciones para desenvolverse en el ambiente marino. Puede ocluir sus orificios nasales y los conductos auditivos; sus miembros posteriores, los cuales proporcionan la mayor parte del impulso natatorio, son largos, anchos y aplanados, y están provistos de membranas interdigitales; el quinto dedo de cada pata es el más largo, lo cual le facilita la natación, pero hace torpe su desplazamiento en tierra. La cola es bastante corta, ligeramente aplanada y musculosa. Los miembros anteriores, más cortos que los posteriores, tienen garras retráctiles con almohadillas duras en las palmas que le permiten sujetar presas resbaladizas.
Se impulsa bajo el agua mediante el movimiento sinuoso de la parte posterior del cuerpo, que incluye la cola y miembros posteriores, hacia arriba y hacia abajo; es capaz de alcanzar una velocidad de 9 km/h. Cuando se halla sumergida, su cuerpo adquiere una apariencia larga y esbelta, manteniendo sus cortos miembros anteriores ceñidos estrechamente sobre el pecho. Cuando sale a la superficie, usualmente flota sobre su espalda y se moviliza utilizando sus patas y cola como remos. Mientras descansa, puede apoyar las cuatro extremidades sobre el pecho para conservar el calor; en días particularmente calientes puede mantener sumergidos los miembros posteriores para enfriarse. El cuerpo de esta nutria tiene alta flotabilidad gracias a su gran capacidad pulmonar, cerca de 2,5 veces mayor que en mamíferos terrestres del mismo tamaño, y al aire atrapado en su pelaje. La nutria marina puede caminar, pero con paso torpe deslizándose por la tierra, y puede correr realizando pequeños saltos.
Unas vibrisas muy sensibles y las almohadillas plantares de los miembros anteriores le ayudan a encontrar sus presas mediante el tacto cuando el agua está turbia. Los investigadores han notado que al aproximarse a las nutrias, estas reaccionan más rápido con viento a favor, indicando que el olfato es más importante que la visión como sentido de vigilancia. Otras observaciones indican que la vista es útil dentro y fuera del agua; sin embargo, este sentido no se encuentra igual de desarrollado que el de las focas. El sentido del oído no se destaca por ser particularmente agudo ni pobre.

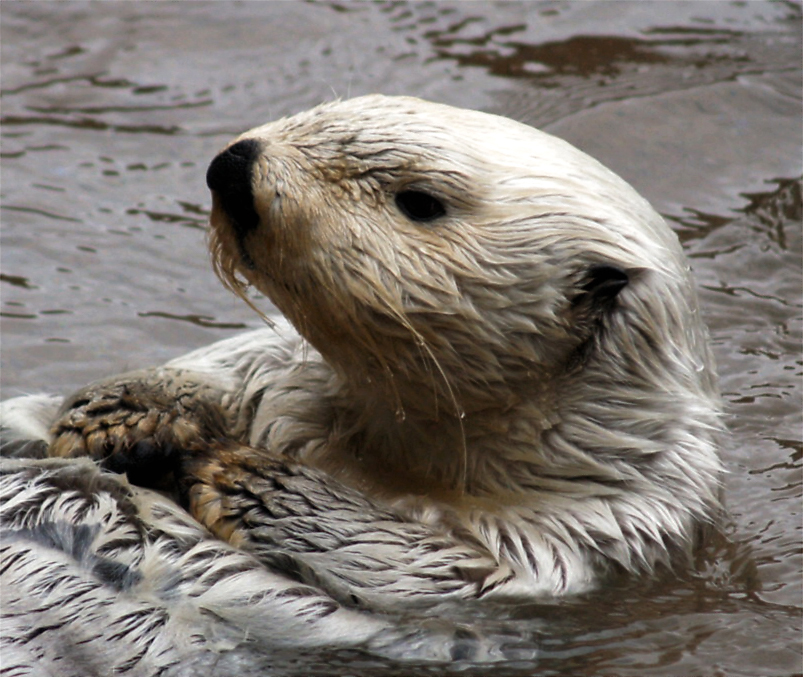
Una nutria marina adulta flotando sobre su espalda.

Un adulto tiene treinta y dos dientes, los cuales, principalmente los molares, son aplanados y redondeados, diseñados para triturar más que para cortar. Los pinnípedos y las nutrias marinas son los únicos carnívoros con dos incisivos en el maxilar inferior en lugar de tres; la fórmula dental es: 3.1.3.1 - 2.1.3.2.
Esta nutria tiene un metabolismo basal de dos a tres veces más alto que el de los mamíferos terrestres del mismo tamaño. Debe comer un estimado del 25 al 38 % de su peso corporal al día, con el fin de obtener las calorías requeridas para contrarrestar la pérdida de calor causada por la baja temperatura del agua donde habita. Su eficiencia digestiva se estima en un 80 a 85 % y el alimento lo digiere rápidamente, en un plazo tan corto como tres horas. La mayor parte de su requerimiento de agua lo obtiene de los alimentos; sin embargo, a diferencia de los otros mamíferos marinos, también puede ingerir agua de mar, debido a que su riñón de tamaño relativamente grande es capaz de depurar el agua marina y excretar orina concentrada.

## Comportamiento

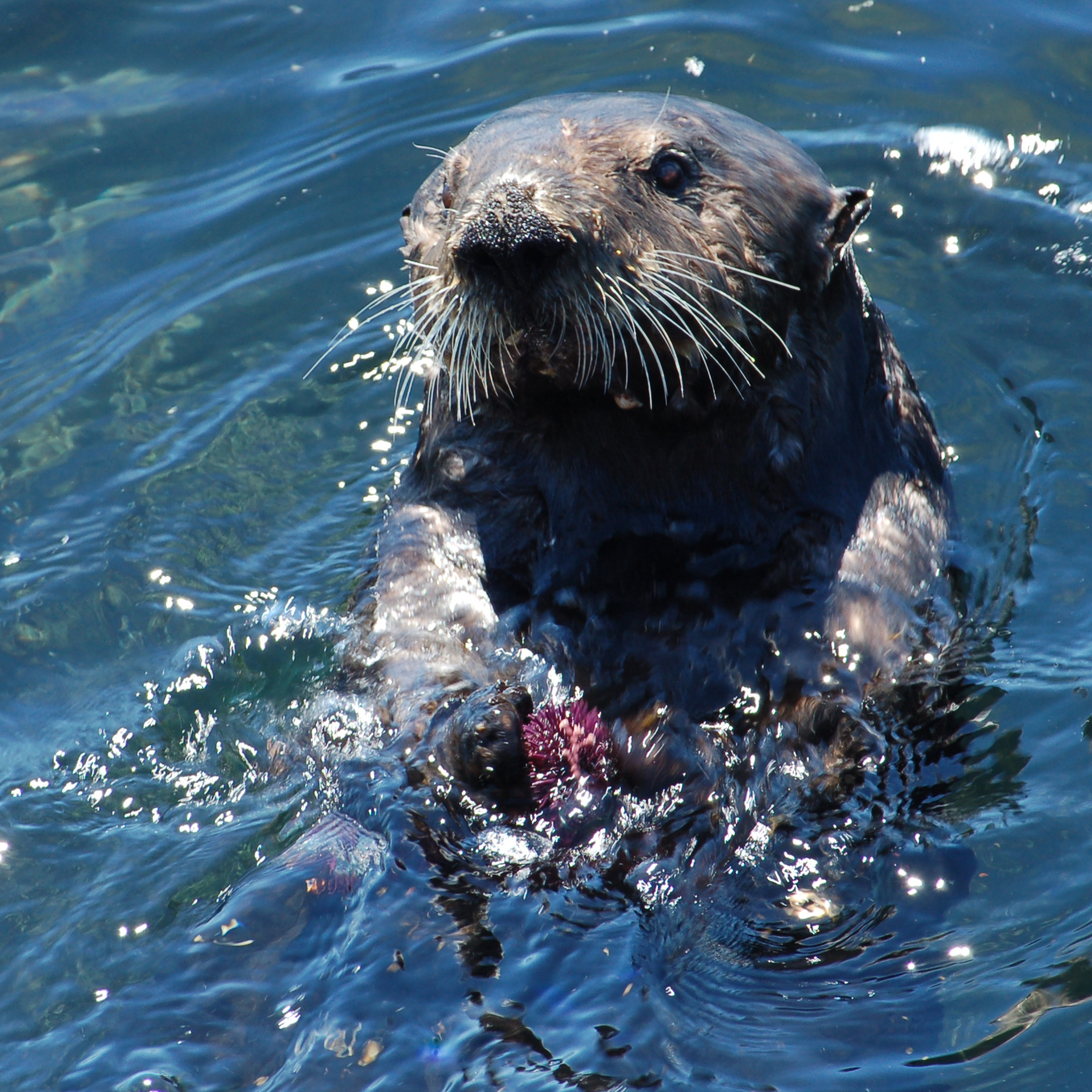
Mediante sus vibrisas y las patas delanteras, la nutria marina puede localizar sus presas usando el sentido del tacto.

La nutria marina es diurna; tiene una etapa de búsqueda de alimento en la mañana que inicia una hora antes del alba, luego descansa y duerme a mediodía. La búsqueda de alimento se reanuda por algunas horas en la tarde y se suspende antes de la puesta de sol. Puede haber un tercer periodo de búsqueda de alimento alrededor de la medianoche; las hembras con crías parecen ser más propensas a comer durante la noche. Las observaciones de la cantidad de tiempo que la nutria invierte a diario para alimentarse arrojan una cifra que oscila entre un 24 y 60 %, dependiendo aparentemente de la disponibilidad de comida en la zona.
Cada individuo pasa largos periodos aseándose (hasta un 10 % del tiempo). Esta limpieza implica desenredar y limpiar el pelaje, eliminar la piel descamada y frotar su piel para escurrir el agua e introducir aire. Para un observador incidental parecería que el animal se estuviera rascando; sin embargo, no se tiene conocimiento acerca de la presencia de piojos u otros parásitos en su piel. Mientras se alimentan realizan con frecuencia giros dentro del agua, con el fin aparente de eliminar los restos de comida sobre su pelaje.

### Alimentación
La nutria marina caza en inmersiones cortas que realiza casi siempre hasta el fondo oceánico. A pesar de que puede bucear durante cinco minutos, sus inmersiones suelen durar alrededor de un minuto y por lo general no exceden los cuatro minutos. Es el único mamífero marino capaz de levantar y voltear piedras del fondo, lo cual hace frecuentemente con sus patas delanteras cuando busca presas. También pueden desprender caracoles y otros organismos adheridos a las algas marinas y excavar bajo el fondo lodoso para buscar almejas. Es el único mamífero marino que utiliza las extremidades anteriores para atrapar peces en lugar de hacerlo directamente con los dientes.
Bajo cada extremidad anterior, la nutria tiene una especie de bolsillo formado por piel suelta que se extiende a través de la parte anterior del tórax. En esta bolsa (principalmente en la izquierda), durante las inmersiones el animal almacena alimento para llevar a la superficie. Una vez allí, se alimenta mientras flota de espalda, usando sus miembros anteriores para seleccionar el alimento y llevarlo a la boca. Puede masticar y engullir mejillones pequeños con caparazón y todo, pero en los animales más grandes debe retirar los caparazones. Para extraer la carne de los caparazones utiliza sus prominentes incisivos inferiores. Para comer erizos de mar, los cuales están cubiertos de espinas, la nutria les muerde el vientre, donde las espinas son cortas, succionando a continuación el contenido fuera del caparazón.
Esta especie usa piedras planas durante el proceso de alimentación, situación que lo convierte en uno de pocos mamíferos capaz de utilizar herramientas. Para abrir conchas duras, puede machacar su presa, sujetándola entre las patas delanteras. Para desprender los abulones de una roca, percute la concha usando una piedra grande, con una frecuencia de tres impactos por segundo. Para liberar un abulón, el cual puede sujetarse a una roca con una fuerza igual a cuatro mil veces su propio peso corporal, necesita realizar inmersiones múltiples.

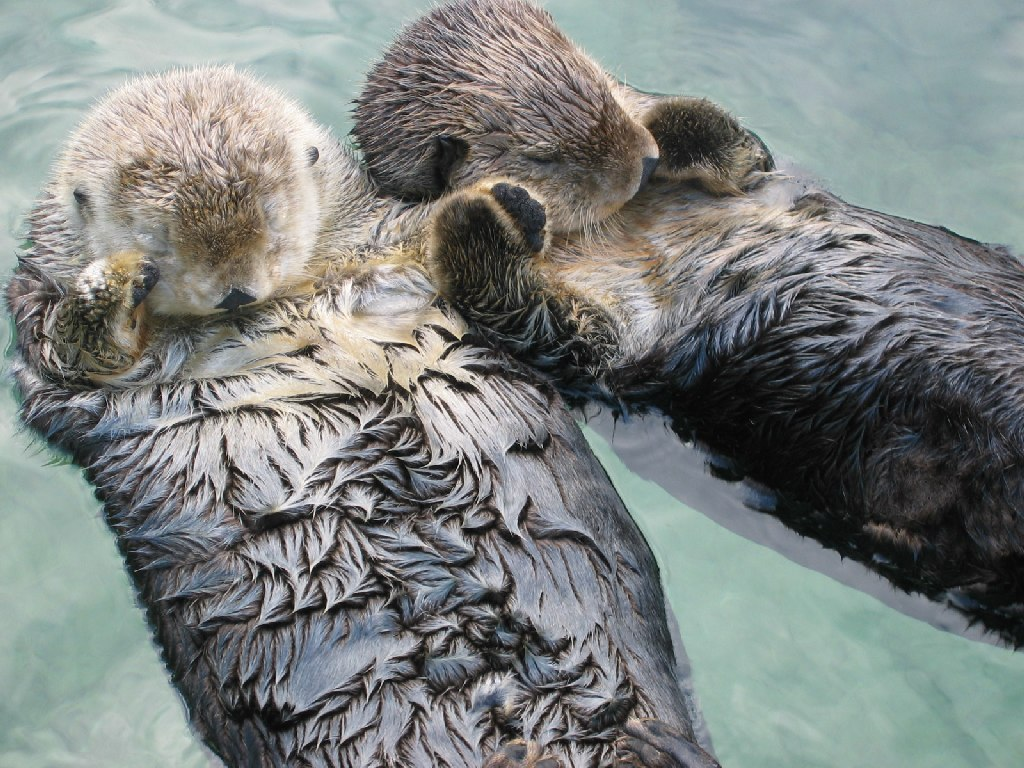
Para evitar verse separadas por la deriva las nutrias marinas suelen dormir sujetándose las manos.

### Estructura social
A pesar de que cada uno de los adultos y los jóvenes independientes buscan alimento solos, las nutrias tienden a descansar juntas en grupos del mismo sexo llamados en inglés rafts. Estos grupos los forman de diez a cien animales y los integrados por machos son más grandes que los de hembras. Se ha observado que los grupos más grandes pueden contar con más de dos mil individuos. Para evitar flotar a la deriva en el mar mientras descasan y se alimentan, las nutrias pueden envolverse en algas.
Es más probable que un macho se reproduzca si mantiene un territorio de apareamiento en un área preferida por las hembras. Debido a que la principal época de reproducción ocurre durante el otoño en la mayor parte de su rango de distribución, los machos normalmente defienden su territorio solo desde la primavera hasta el otoño. Durante esta temporada patrullan las fronteras para mantener a raya a otros machos; sin embargo, las luchas son infrecuentes. Las hembras adultas se mueven libremente dentro del territorio de los machos y superan en número a los machos en una proporción de 5:1. Los machos que carecen de territorio tienden a congregarse en grupos formados exclusivamente por machos, y se movilizan a través de las áreas ocupadas por hembras en busca de una pareja.
La especie exhibe un comportamiento vocal variado. El llanto de un cachorro se compara con frecuencia con el de una gaviota. Las hembras susurran aparentemente cuando están contentas, y los machos, en lugar de ello, pueden gruñir. Cuando los adultos están asustados o afligidos pueden silbar, sisear o en circunstancias extremas, gritar.
A pesar de que la nutria marina es un animal sociable y juguetón, en realidad no se le considera un animal social. Pasan la mayor parte de su tiempo solos y cada adulto puede suplir sus propias necesidades alimenticias, higiénicas y defensivas.

### Reproducción y ciclo vital

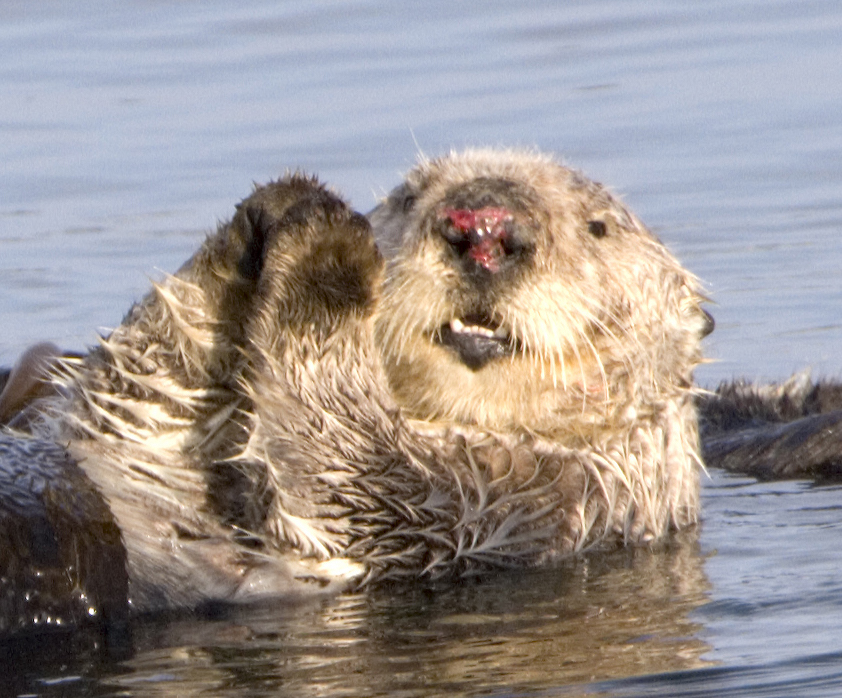
Durante el apareamiento los machos muerden la nariz de las hembras, produciéndoles a menudo sangrados y dejándoles cicatrices.

Las nutrias marinas son poligínicas: los machos se aparean con múltiples parejas. Sin embargo, durante el estro una hembra puede temporalmente conformar una pareja por algunos días. El apareamiento se lleva a cabo en el agua y puede ser violento, pues el macho muerde el hocico de la hembra —lo cual a menudo deja cicatrices en la nariz— y en ocasiones manteniendo la cabeza bajo el agua.
Los nacimientos ocurren durante todo el año, con picos entre mayo y junio en las poblaciones que habitan al norte de su rango y entre enero y marzo en las poblaciones del sur. El periodo de gestación parece variar de cuatro a veinte meses, debido a que la especie posee implantación diferida en la cual solo los últimos cuatro meses ocurre la gestación verdadera. En California, estas nutrias se reproducen anualmente, aproximadamente con el doble de frecuencia que sus congéneres de Alaska.
Los nacimientos tienen lugar en el agua y normalmente tienen una sola cría que pesa entre 1,4 y 2,3 kg. En el 2 % de los partos nacen gemelos; sin embargo, con frecuencia solo uno de ellos sobrevive. Al nacer, los cachorros abren los ojos de inmediato, tienen diez dientes visibles y poseen una gruesa cubierta de pelaje infantil. Se ha observado madres lamer y sacudir a su recién nacido durante horas; después de realizado el aseo, el pelaje está en capacidad de retener el suficiente aire para mantener a flote a los cachorros. El pelo del recién nacido es reemplazado por el del adulto después de las trece semanas.

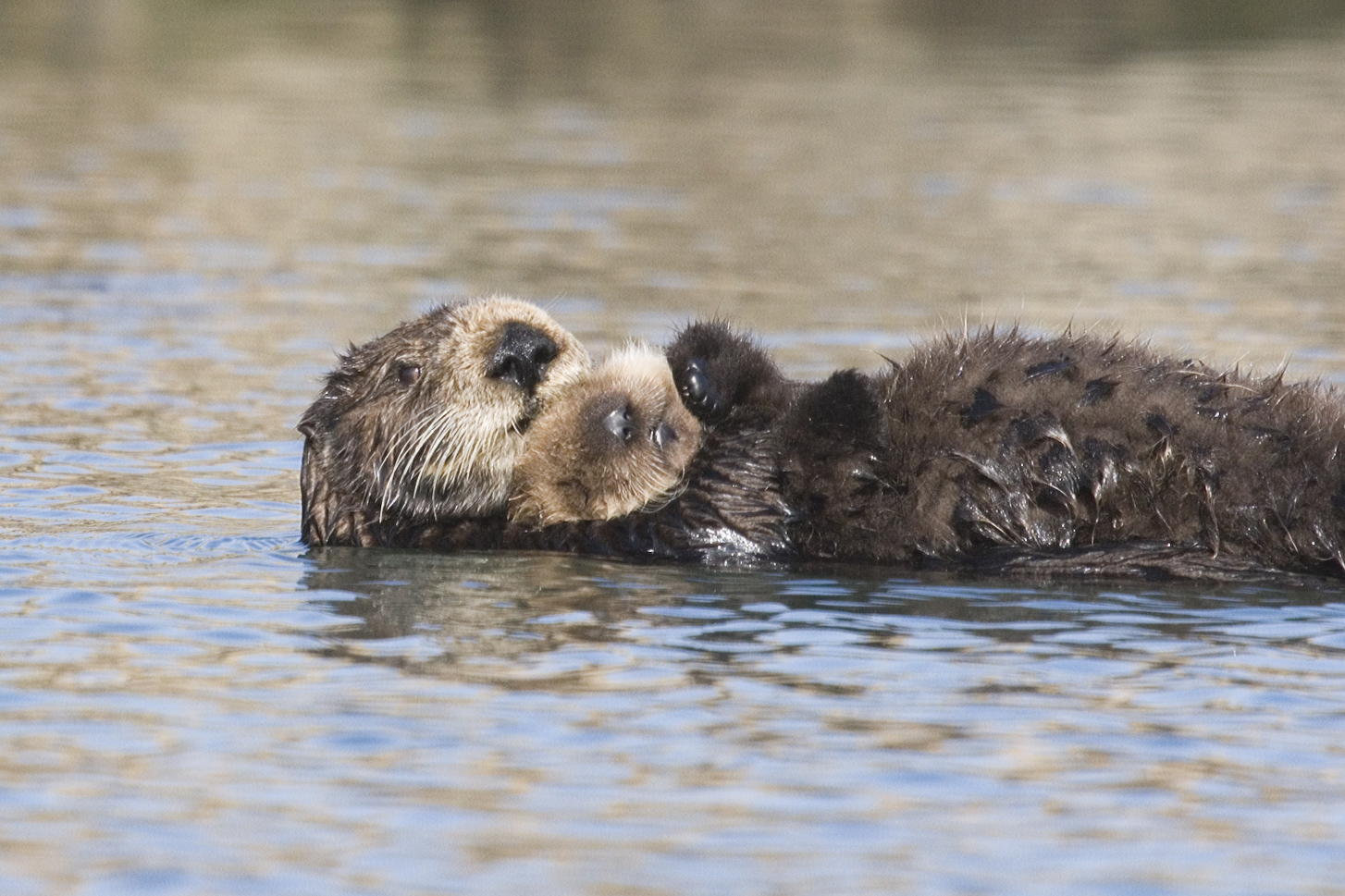
Una madre flota con su cachorro sobre el pecho. Georg Steller escribió: "Se abrazan a sus crías con un afecto que es apenas creíble".

La lactancia se prolonga por seis a ocho semanas en las poblaciones de California y de cuatro a veinte meses en Alaska; las madres empiezan a ofrecerles bocados de comida a sus crías desde el primer o segundo mes. La leche de la nutria marina procede de dos pezones ubicados en el abdomen y se asemeja más a la leche de los mamíferos marinos que a la de los otros mustélidos. Un cachorro, con la guía de su madre, practica el nado y el buceo por algunas semanas antes de estar en capacidad de alcanzar el fondo marino. Inicialmente los objetos que recupera del fondo tienen poco valor alimenticio, como estrellas de mar de vistosos colores y guijarros. Los jóvenes se hacen independientes a los seis u ocho meses; sin embargo, una madre puede verse forzada a abandonar a su cría si no es capaz de proporcionarle el alimento suficiente, o en otro extremo, cuidarlo casi hasta llegar a la edad adulta. La mortalidad de los cachorros es alta, principalmente durante su primer invierno; se estima que solo el 25 % de ellos llegan al primer año. Los nacidos de madres experimentadas tienen las tasas más altas de supervivencia.
Las hembras realizan todas las tareas dirigidas a alimentar y cuidar a sus crías; ocasionalmente se les ha visto cuidando de cachorros huérfanos. Mucho se ha escrito acerca del nivel de atención profesado por las madres hacia sus crías; una madre le proporciona a su cachorro cuidado casi constante cargándolo sobre su pecho lejos del agua helada y aseándole atentamente su pelaje. Cuando buscan alimento, los dejan flotando en el agua, en ocasiones envueltos en algas lo que impide que se alejen flotando; si el pequeño no concilia el sueño, chilla ruidosamente hasta su retorno. Se tiene conocimiento de madres que cargaron a sus hijos varios días después de su muerte.
Las hembras alcanzan la madurez sexual aproximadamente a los tres o cuatro años de edad y los machos a los cinco años; sin embargo, los machos a menudo no se reproducen sino hasta algunos años después. Un macho en cautiverio engendró pequeños a la edad de diecinueve años. En la naturaleza, las nutrias marinas viven como máximo hasta los veintitrés años, con una esperanza de vida promedio de diez a quince años en los machos y de quince a veinte años en las hembras. Algunos ejemplares en cautiverio sobrepasaron los veinte años, y una hembra cautiva en el acuario de Seattle murió a los veintiocho años de edad. En su medio natural, a menudo sufren de deterioro de los dientes, lo cual puede contribuir al acortamiento de su ciclo vital.

## Población y distribución

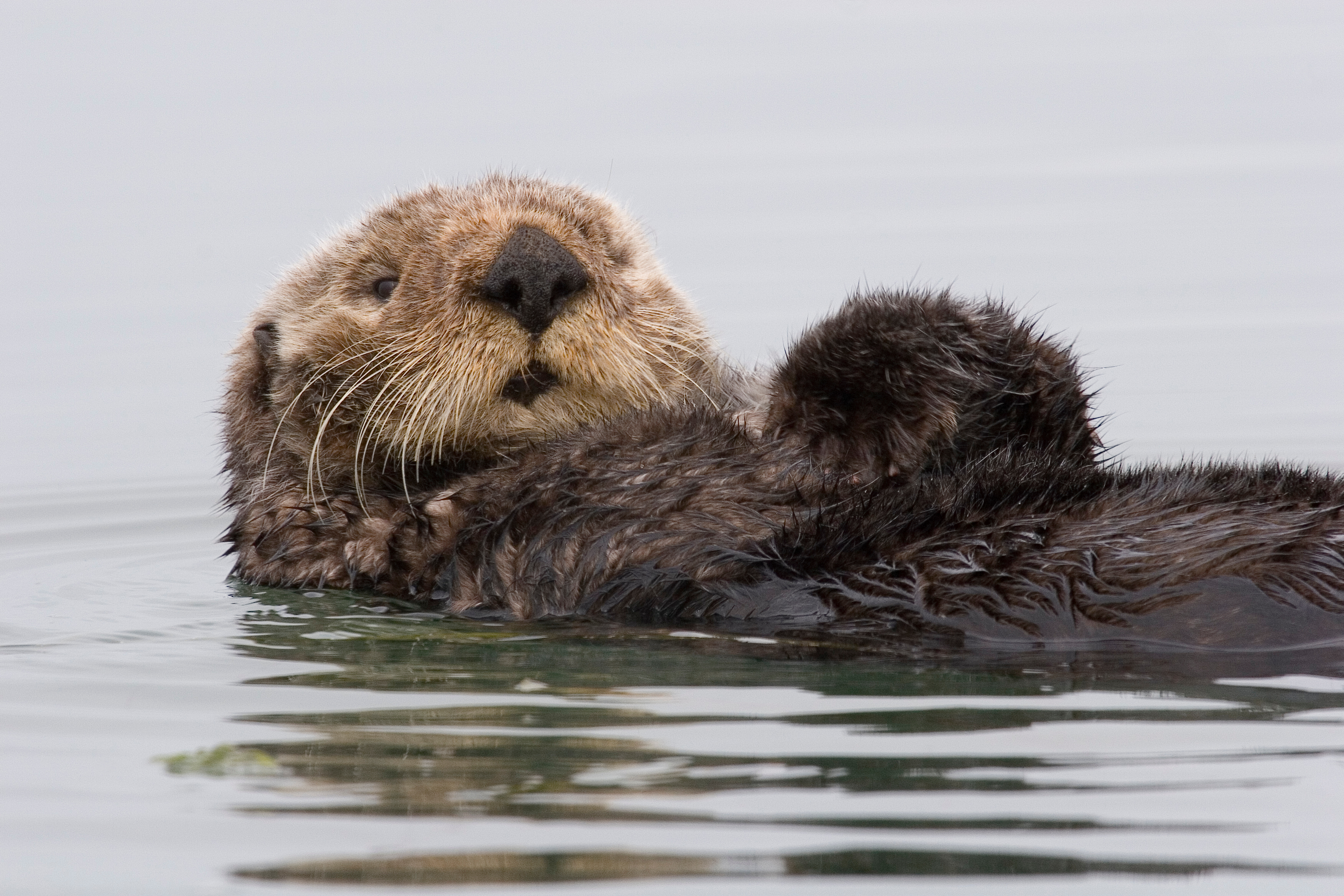
Nutria marina flotando en Morro Bay, California.

La nutria marina habita en aguas costeras que tiene una profundidad de entre quince y veintitrés metros; normalmente permanecen a menos de un kilómetro de distancia del litoral. Se les halla con mayor frecuencia en áreas protegidas de los vientos oceánicos más fuertes, como costas rocosas, bosques densos de algas marinas y barreras de arrecifes. A pesar de que con mayor frecuencia habita en sustratos rocosos, las nutrias marinas también pueden vivir en áreas cuyo piso oceánico este formado por lodo, arena o cieno. Su rango de distribución hacia el norte es limitado por los bordes del hielo ártico, debido a que estas nutrias pueden sobrevivir sobre el hielo a la deriva, pero no pueden hacerlo sobre el hielo fijo. Cada individuo por lo general ocupa un territorio de algunos kilómetros de longitud y permanece allí durante todo el año.
Se cree que la población de nutrias marinas tiene entre 150 000 y 300 000 individuos, que se distribuyen en un arco a lo largo del Pacífico Norte desde el norte del Japón hasta isla de Cedros al centro de Baja California en México. El comercio de su piel que inició en la década de 1740 redujo la población de la especie en un momento dado a solo mil o dos mil ejemplares distribuidos en trece colonias. En aproximadamente dos tercios de su antiguo territorio, la especie ha mostrado un nivel variable de recuperación, que oscila entre grupos con densidades altas de población y poblaciones amenazadas. Actualmente existen comunidades estables en sectores de la costa este de Rusia, Alaska, Columbia Británica, Washington y California; se han reportado recolonizaciones en México y Japón. Los estimados de población realizados entre 2004 y 2007 arrojan una población mundial de aproximadamente 107 000 individuos.

### Rusia
Actualmente, la zona más segura y estable de su rango de distribución es Rusia. Antes del siglo XIX existía un número aproximado de entre 20 000 y 25 000 nutrias marinas en las islas Kuriles, ubicadas en su mayoría en Kamchatka y las islas del Comandante. Luego de años de caza intensiva, la población declinó hasta quedar solamente con 750 ejemplares. A partir de 2004, las nutrias marinas habían repoblado sus hábitats antiguos en el área, con una población estimada de 27 000 ejemplares. De estos, alrededor de 19 000 se encuentran en las Kuriles, 2000 a 3500 en Kamchatka y de 5000 a 5500 en las islas del Comandante. El crecimiento ha aminorado ligeramente, sugiriendo que la población está alcanzando la capacidad de carga.

### Columbia Británica y Washington

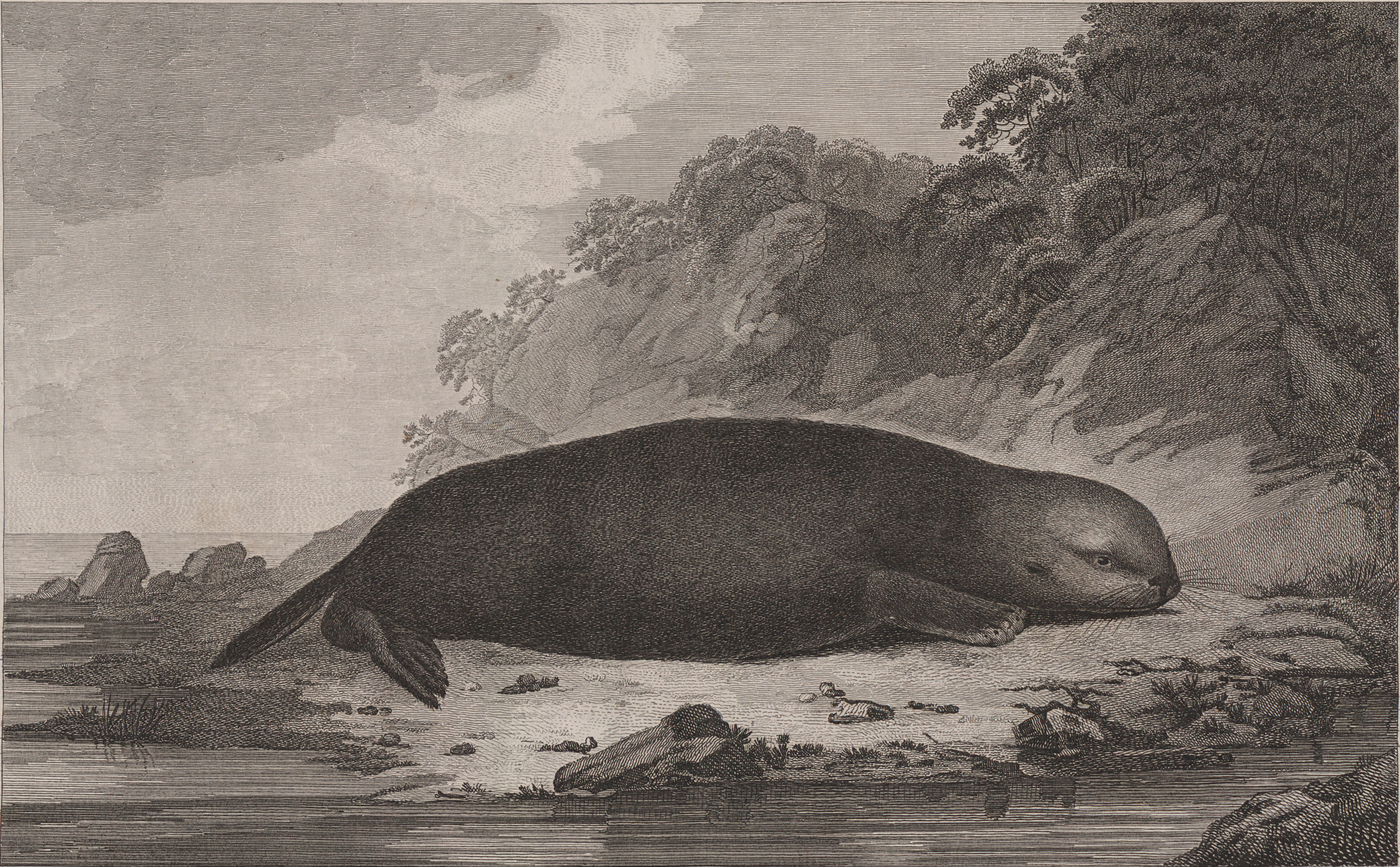
Nutria marina por John Weber, 1788.

A lo largo de la costa del sur de Alaska, la distribución de la especie es discontinua. Entre 1969 y 1972, ochenta y nueve nutrias marinas fueron trasportadas desde Alaska hasta la costa occidental de la isla de Vancouver, Columbia Británica. Estas originaron una población saludable, estimada en más de 3000 animales en 2004 y su rango va desde Tofino, Canadá, hasta el Parque Provincial Cape Scott. En 1989, una colonia independiente fue descubierta en la costa del centro de Columbia Británica. No se sabe si esta colonia, la cual consta de alrededor de 300 animales, se originó a partir de nutrias trasportadas o si se trata de sobrevivientes al comercio de piel.
En 1969 y 1970, cincuenta y nueve nutrias marinas fueron trasladadas desde la isla Amchitka hasta Washington. Observaciones anuales llevadas a cabo entre 2000 y 2004, han registrado entre 504 y 743 individuos, y su rango va desde la península Olímpica justo al sur de isla Destrucción hasta Pillar Point.

### California

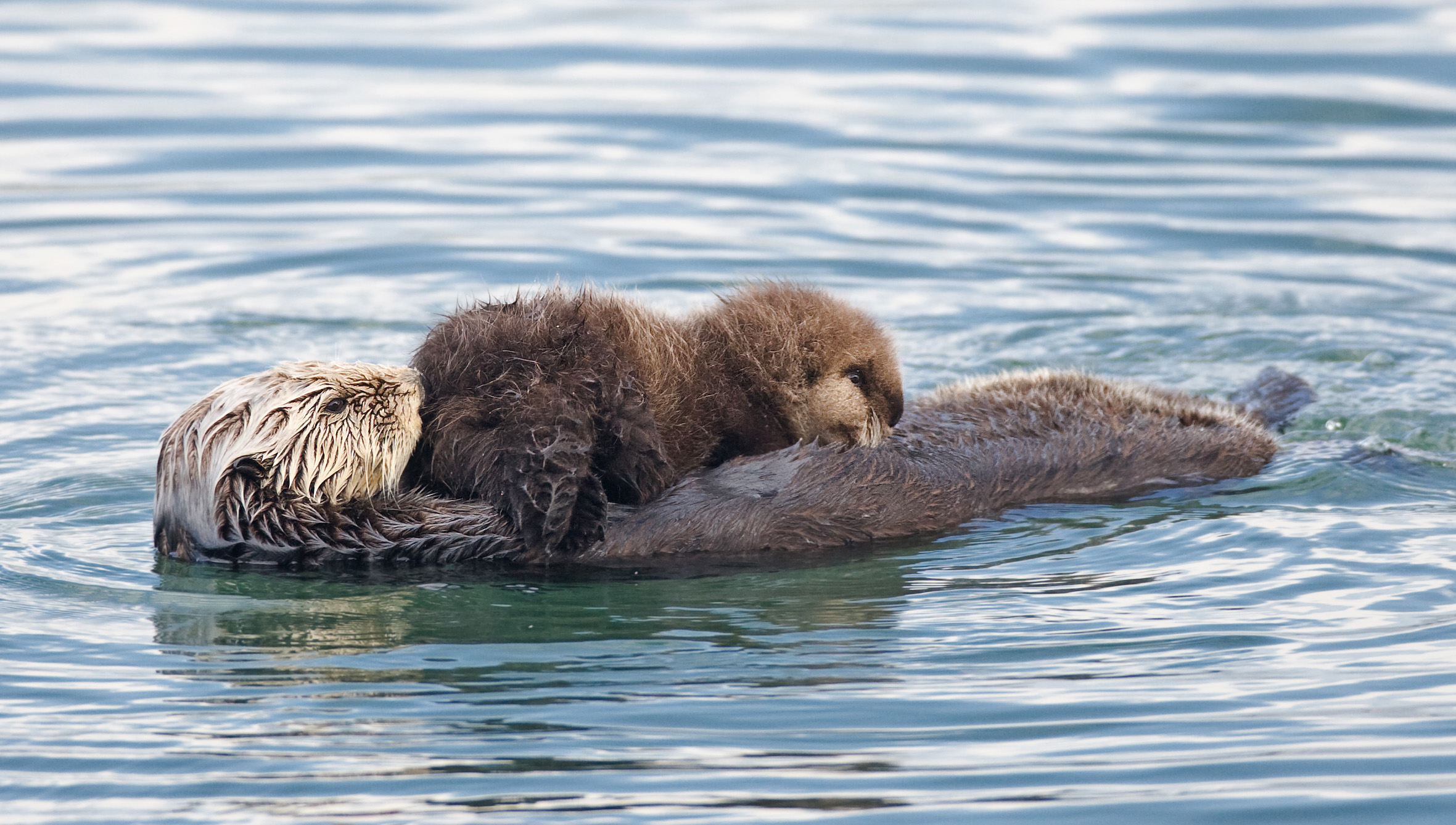
California tiene más de 3000 nutrias marinas, descendientes de aproximadamente 50 individuos contabilizados en 1938.

En la primavera de 2007 un estudio contabilizó 3026 nutrias marinas en la costa central de California, mucho menor a la población estimada antes de la caza, que sumaba unos 16 000 individuos. Esta son descendientes de una colonia superviviente de nutrias marinas del sur con cerca de cincuenta animales, que fue descubierta cerca de Big Sur en 1938; esta colonia se distribuye principalmente entre el sur de San Francisco hasta el condado de Santa Bárbara. A finales de la década de 1980, el Servicio de Pesca y Vida Silvestre de los Estados Unidos reubicó unas 140 nutrias marinas de California en la isla San Nicolás al sur de la península, con la esperanza de establecer una población de reserva que estuviese a salvo de un derrame de crudo. Para sorpresa de los biólogos, la población de San Nicolás se redujo rápidamente debido a que muchos animales regresaron al continente.
Cuando el Servicio de Pesca y Vida Silvestre implemento el programa de reubicación, también se intentaba moderar la competencia entre las nutrias y los pesqueros, intentando implementar una zona libre de nutrias entre Point Conception y la frontera mexicana. En esta zona, solamente la isla de San Nicolás fue designada como hábitat de la nutria marina, y cualquier individuo presente en el área debía ser capturado y reubicado. El plan fue abandonado al demostrar ser impracticable capturar cientos de nutrias que posteriormente regresarían a la zona. Sin embargo, después de tratar el tema públicamente en 2005, el Servicio de Pesca y Vida Silvestre no ha tomado una decisión formal sobre el asunto.
La nutria marina alguna vez fue numerosa en la bahía de San Francisco. Los datos históricos revelan que la compañía Ruso-americana introdujo aleutianos en la bahía en múltiples ocasiones, a pesar de que los españoles les capturaran o dispararan mientras cazaban nutrias marinas en los estuarios de San José, San Mateo, San Bruno y los alrededores de la isla Ángel. El fundador de Fort Ross, Ivan Kuskov, halló pocas nutrias en su segundo viaje a Bodega Bay en 1812, pero envió a un grupo de aleutianos a la bahía de San Francisco en donde, junto a otro equipo ruso y otro americano, capturaron 1160 nutrias en el plazo de tres meses. En 1817, las nutrias marinas del área fueron prácticamente exterminadas y los rusos solicitaron permiso a los españoles para cazar al sur de San Francisco. Poblaciones remanentes de nutrias marinas pueden haber sobrevivido en la bahía hasta 1840, cuando el rancho Punta de Quentin fue concedido al capitán John B. R. Cooper, por parte del gobernador de California Juan Bautista Alvarado junto a una licencia para cazar nutrias marinas.
A pesar de que el rango de distribución de la nutria marina del sur se expandió continuamente desde Big Sur a partir de su protección en 1911, en los últimos años la población de nutrias y su territorio han disminuido. Recientemente, una toxina llamada microcistina producida por un tipo de cianobacteria (Microcystis) parece concentrarse en los animales marinos de los que se alimenta la nutria produciéndoles intoxicación. Las cianobacterias se encuentran en el agua dulce estancada enriquecida con nitrógeno y fósforo proveniente de pozos sépticos y escurrimientos de fertilizantes agrícolas, que pueden fluir hacia el océano cuando los torrentes de agua los arrastran durante la temporada de lluvias. En 2010, se halló un número récord de cadáveres de nutria marina en la costa de California; como causa en incremento de la mortalidad se documentaron ataques de tiburones.

### Oregón
La última nutria marina nativa del estado de Oregón, Estados Unidos, fue cazada en 1906. En 1970 y 1971, un total de noventa y cinco ejemplares fueron reintroducidos desde la isla Amchitka, Alaska, en el sur de la costa de Oregón; sin embargo, este esfuerzo fue fallido.
Recientemente, en 2004 y 2009, se observaron machos solitarios en la costa de Oregón, al parecer procedentes de las poblaciones de Washington o California.

## Ecología

### Dieta

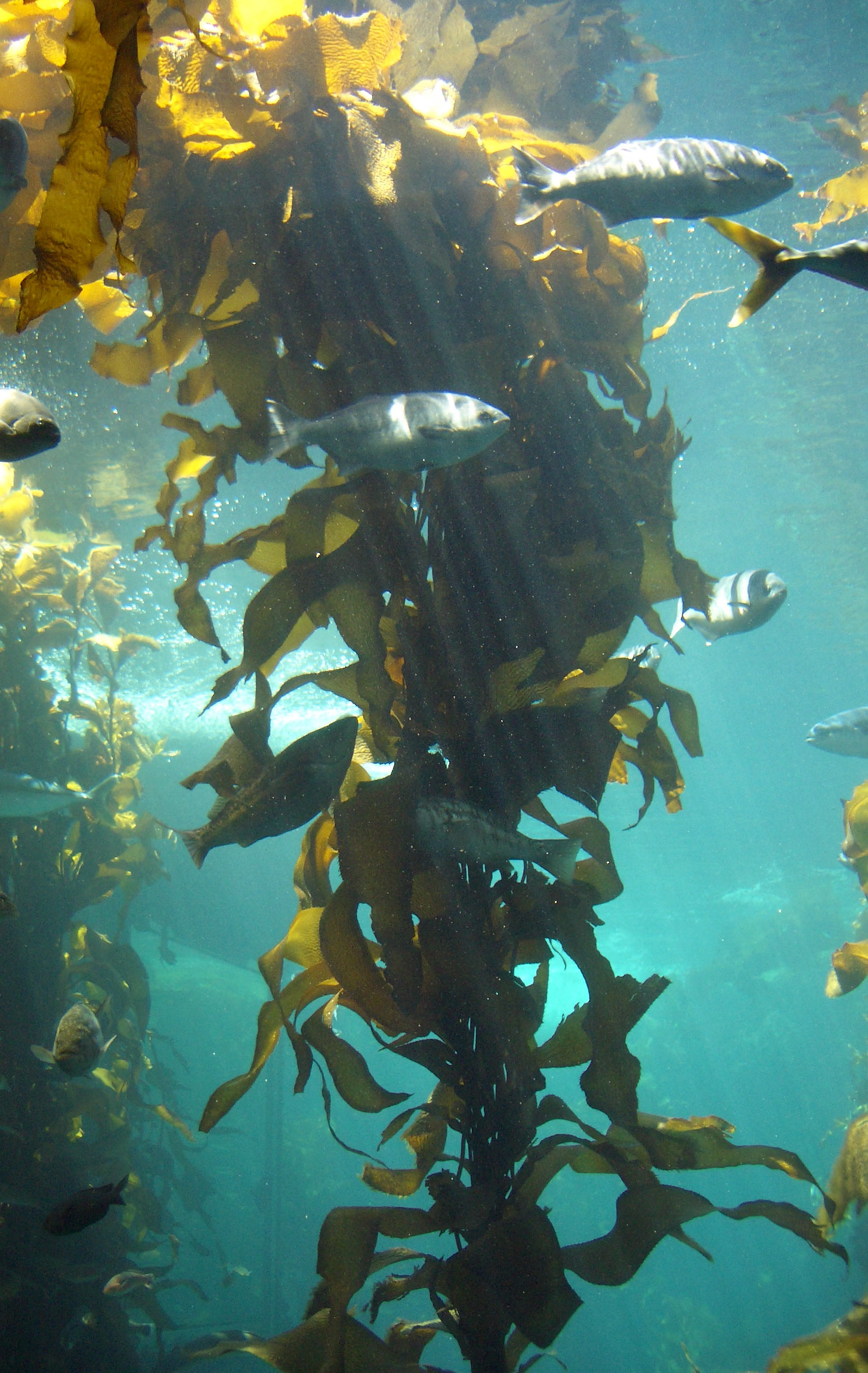
Las nutrias marinas mantienen los bosques de algas saludables al comer animales que se alimentan ellas.

La nutria marina se alimenta de más de cien presas diferentes. En la mayor parte de su territorio su dieta está compuesta casi exclusivamente de invertebrados marinos, que incluye erizos de mar, una variedad de bivalvos como almejas y mejillones, abulones, otros moluscos, crustáceos y caracoles. Sus presas varían en tamaño, desde pequeñas lapas y cangrejos hasta pulpos gigantes. Donde existen erizos de mar, almejas y orejas de mar de diferentes tamaños, tienden a preferir los de mayor tamaño.
En algunas áreas al norte de su territorio también consumen peces. En estudios llevados a cabo en la isla Amchitka en la década de 1960, donde la población de nutrias alcanzó la capacidad de carga, el 50 % de la comida hallada en sus estómagos eran peces. Las especies halladas con más frecuencia son habitantes del fondo marino, sedentarios o lentos como Hemilepidotus hemilepidotus y los pertenecientes a la familia Tetraodontidae. Sin embargo, al sur de Alaska los peces son ignorados o constituyen una pequeña porción de su dieta. Contrario a la creencia popular, las nutrias marinas raramente comen estrellas de mar y cualquier alga que sea consumida, aparentemente pasa a través de su sistema digestivo sin digerir.
Los individuos dentro de una zona en particular, se diferencian con frecuencia en sus métodos de búsqueda de alimento y sus tipos de presa, además tienden a seguir el mismo patrón aprendido de sus madres. La dieta de poblaciones locales también cambia con el tiempo, debido a la búsqueda de alternativas, ya que son capaces de disminuir la reserva de sus presas favoritas como los erizos de mar y enfrentar la escasez de comida secundaria a otros factores, como la pesca por parte de los humanos. Las nutrias marinas pueden remover abulones de toda un área, con excepción de los especímenes ocultos en las hendiduras de las rocas, sin embargo, nunca agotan por completo una especie de la cual se alimenten en un sitio dado. Un estudio llevado a cabo en 2007 en California demostró que en áreas donde la comida es relativamente escasa, una amplia variedad de animales les servía de alimento. Sin embargo, sorprendentemente, la dieta de cada individuo era más especializada en estas áreas que en los sitios donde la comida era abundante.

### Especie clave

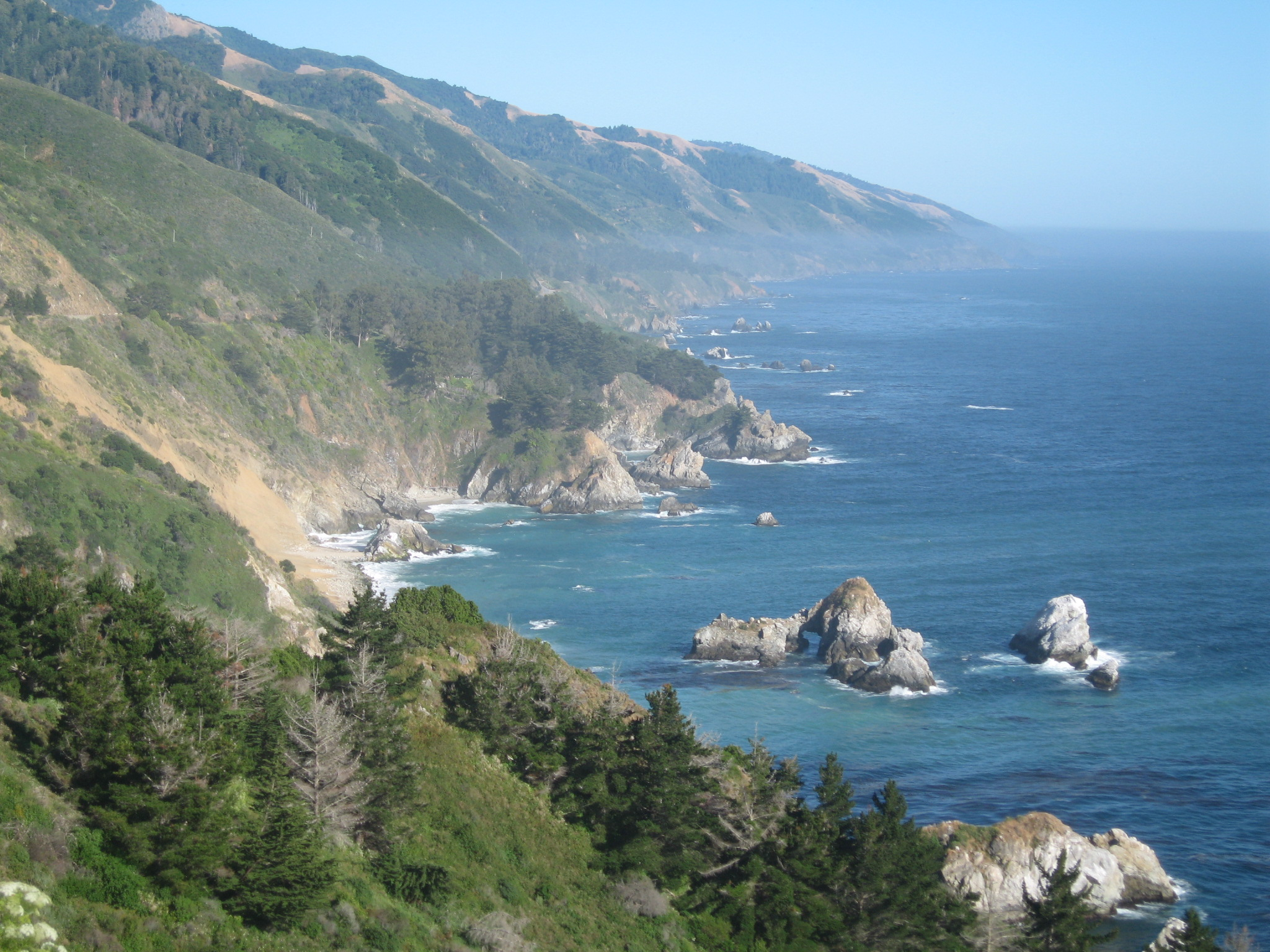
En áreas remotas de la línea costera, como este sector de California, habitan las pocas colonias de nutrias marinas que sobrevivieron al comercio de su piel.

La nutria marina es un ejemplo clásico de especie clave; su presencia afecta los ecosistemas en forma más significativa de lo que su tamaño y número pudieran sugerir. Puede controlar la población de algunos herbívoros del lecho marino como lo erizos de mar. Estos se alimentan de la parte inferior de los tallos de algas, causando el desprendimiento y muerte a las algas. La pérdida del hábitat y nutrientes proporcionados por los bosques de algas lleva a un profundo efecto de cascada sobre los ecosistemas marinos. Las áreas del Pacífico Norte que no tienen nutrias marinas, a menudo se convierten en lechos marinos yermos, con abundantes erizos de mar y la pérdida consecuente de los bosques de algas.
La reintroducción de la especie en Columbia Británica ha propiciado una mejora dramática en la salud del ecosistema costero, con cambios similares observados, en la medida que las poblaciones de nutria se recobraron, en las Aleutianas, las islas del Comandante y las costas de California. Sin embargo, algunos ecosistemas de bosques de algas en California también han prosperado sin la influencia de las nutrias marinas, con las poblaciones de erizo marino controladas aparentemente por otros factores. El papel de esta especie como protectora de los bosques de algas es más notoria en costas abiertas que en bahías y estuarios.
De forma adicional al crecimiento promovido de los bosques de algas, las nutrias marinas pueden tener un profundo efecto en las áreas rocosas que tienden a estar cubiertas por capas de mejillones. Esta los remueve de las rocas, liberando espacio para otras especies generando diversidad en el área.

### Depredadores
Los depredadores conocidos de la especie son las orcas y leones marinos; las águilas calvas atrapan las crías que flotan sobre la superficie del agua. En California a los ataques de tiburones, principalmente de tiburones blancos, se les han atribuido el 10 % de las muertes de nutrias marinas y se cree que es una de las razones por las cuales la población no se ha extendido más hacia el norte. Se han encontrado ejemplares muertos a causa de ataques de tiburones; sin embargo, no existe evidencia de que sean una fuente de alimento para estos. También son presa de lobos, coyotes y osos.

## Relación con los humanos

### Comercio con la piel

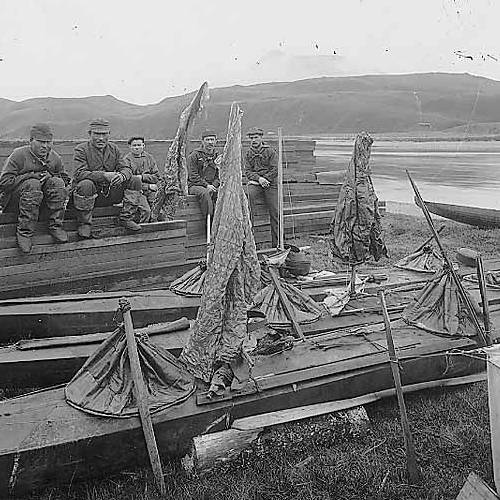
Hombres aleutianos en Unalaska en 1896. El kayak, el equipo y las vestimentas eran utilizados para cazar nutrias marinas.

La evidencia arqueológica indica que por miles de años, los nativos cazaron las nutrias por su carne y piel. La caza a gran escala, inicia con el comercio de pieles, al cual se debe la muerte de una cifra cercana al millón de ejemplares. Esta se inició durante el siglo XVIII cuando cazadores y comerciantes empezaron a llegar de todo el planeta para suplir la demanda global de pieles de nutria marina, la cual se había convertido en una de las más valiosas en el mercado mundial. A principios de siglo, los rusos empezaron a cazarlas en las islas Kuriles para vender las pieles en China. Los rusos también exploraron el Norte del Pacífico en esa misma época y enviaron a Vitus Bering a cartografiar la costa del Ártico y de paso encontrar nuevas rutas desde Siberia hasta América del Norte. En 1741, en su segundo viaje a través de la región, Bering naufragó frente a la isla de Bering en las islas del Comandante, donde murió junto a muchos de su tripulación. Los sobrevivientes, entre los cuales se encontraba el naturalista Georg Steller, descubrieron las nutrias marinas en las bahías de la isla y pasaron el invierno cazando nutrias marinas, y apostando con sus pieles. Regresaron a Siberia después de haber eliminado alrededor de mil nutrias, obteniendo altos precios por sus pieles. A raíz de esto se inició el periodo de caza intensiva, la cual continuó por espacio de diez años más.

Venta de pieles de nutria marina (en miles) en el mercado de pieles de Londres. El descenso ocurrido en la década de 1880 fue un reflejó de la disminución de la población.

Las expediciones rusas para obtener pieles disminuyeron rápidamente la población de la especie en las islas del Comandante y por ello en 1745 empezaron a moverse a lo largo de las islas Aleutianas. Los rusos al principio comerciaron con los nativos de estas islas para obtener las pieles, pero al poco tiempo los esclavizaron, tomando a sus mujeres y niños como rehenes, torturándolos y asesinándolos para obligarlos a cazar nutrias. Muchos aleutianos murieron ya fuera a manos de los rusos o por las enfermedades introducidas por ellos. Según el propio estimado de los rusos, la población de aleutianos se redujo de veinte mil a dos mil personas. Para la década de 1760, los rusos habían arribado a Alaska. En 1799, el emperador Pablo I consolidó las empresas de caza rivales en una sola compañía Ruso-americana, garantizándole el fuero imperial, protección y monopolio sobre los derechos comerciales y adquisición territorial.
Bajo el gobierno de Alejandro I la administración de la compañía fue trasferida a la marina imperial, debido principalmente a los alarmantes reportes por parte de los oficiales navales del abuso sobre los nativos; en 1818 a los nativos de Alaska se les garantizó derechos civiles equivalentes a los de un ciudadano del Imperio ruso.
Aparte de Rusia otras naciones contribuyeron con la caza de la especie al sur de su territorio. A lo largo de la costa de california, los exploradores españoles compraron pieles de nutria marina a los amerindios para venderlas en Asia. En 1778, el explorador británico James Cook llegó a la isla de Vancouver y compró piel de nutria a los nativos canadienses. cuando el barco de Cook se detuvo en un puerto chino, la piel se vendió rápidamente a un precio alto. Al correr la voz, gente de toda Europa y América del Norte empezaron a llegar al noroeste del Pacífico para comerciar con su piel.
La caza por parte de los rusos se expandió hacia el sur, auspiciada por capitanes de barcos americanos, quienes subcontrataron equipos de capataces rusos y cazadores aleutianos para operar en lo que actualmente es Washington, Oregón y California. Entre 1803 y 1846, setenta y dos barcos de origen americano estaban involucrados en la caza de nutria solamente en California, obteniendo un estimado de cuarenta mil pieles, comparado con solo trece barcos de la compañía Ruso-americana, la cual reportó solamente 5696 pieles de nutria recolectadas entre 1806 y 1846.
Llegó un momento en que la población de este mamífero se hizo tan escasa que la caza comercial dejó de ser viable. En las islas Aleutianas, se suspendió en 1808 a raíz de una medida conservacionista impuesta por la compañía Ruso-americana. En 1834, se implementaron restricciones adicionales por parte de la misma compañía. Cuando Rusia vendió Alaska a Estados Unidos en 1867, la población de este sector ya había aumentado a más de cien mil ejemplares, pero los norteamericanos reanudaron la caza y agotaron de nuevo la población. En cuanto la especie se hizo rara los precios aumentaron: durante la década de 1880, una piel costaba de US$ 105 a US$ 165 en el mercado londinense, pero en 1903, el precio se había elevado a US$ 1125. En 1911, Rusia, Japón, Gran Bretaña (por Canadá) y Estados Unidos dentro del Tratado Para la Preservación y Protección de los Osos Marinos, impusieron una moratoria para la caza de nutrias marinas. Para entonces, la población global se había reducido posiblemente tan solo mil o dos mil animales.

### Recuperación y conservación

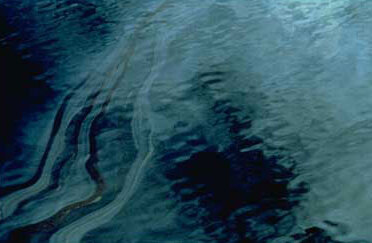
Luego del Desastre del Exxon Valdez, grandes áreas de Prince William Sound, Alaska, reflejaban la presencia de petróleo.

Durante el siglo XX, la población de nutrias marinas se recuperó hasta cerca de dos terceras partes de su cifra original, lo que es considerado uno de los logros más grandes de la conservación marítima. Sin embargo, la UICN todavía considera la especie como amenazada, por la presencia de riesgos significativos como los derrames de petróleo, depredación por parte de las orcas, caza furtiva y conflictos con los pesqueros (las nutrias pueden ahogarse si se enredan con los elemento de pesca). La captura de la especie es ilegal a excepción de la caza de subsistencia por parte de los nativos en Alaska. La caza furtiva se convirtió en una amenaza seria en Rusia Oriental tras la disolución de la Unión Soviética en 1991; sin embargo, esta disminuyó significativamente en cuanto se implementaron leyes más estrictas y mejoraron las condiciones económicas en el país.
Actualmente la amenaza más significativa para las nutrias marinas son los derrames de petróleo. La especie es particularmente vulnerable al contacto con el crudo, pues depende de cuan impermeable se halle su cubierta de pelo para conservar el calor; cuando su pelaje es empapada con petróleo pierde la capacidad de retener aire y el animal muere rápidamente de hipotermia. El hígado, riñón y pulmón de la nutria también sufre daño después de inhalar o ingerir petróleo durante la eventual limpieza del pelaje impregnado con petróleo. El Desastre del Exxon Valdez en 1989 mató a miles de nutrias marinas en Prince William Sound, Alaska, y para 2006 los restos de petróleo en el área todavía afectaban a la población.
El área de distribución restringida de las poblaciones de nutria en California, Washington, y Columbia Británica implica que un derrame de petróleo en grandes proporciones podría ser catastrófico para los individuos de estas regiones. La prevención de derrames y la preparación para el rescate de nutrias en el caso de que suceda, son los mayores objetivos de los esfuerzos conservacionistas. El incremento en el tamaño y territorio de las poblaciones de nutria podría reducir el riesgo de que un derrame exterminara una población. Sin embargo, debido a la reputación de la especie de consumir los recursos pesqueros, los que promueven la explotación de mariscos de índole comercial, recreativa o de subsistencia con frecuencia se han opuesto al incremento de su territorio, y se han presentado casos de muertes ilegales a manos de pescadores y otras personas.

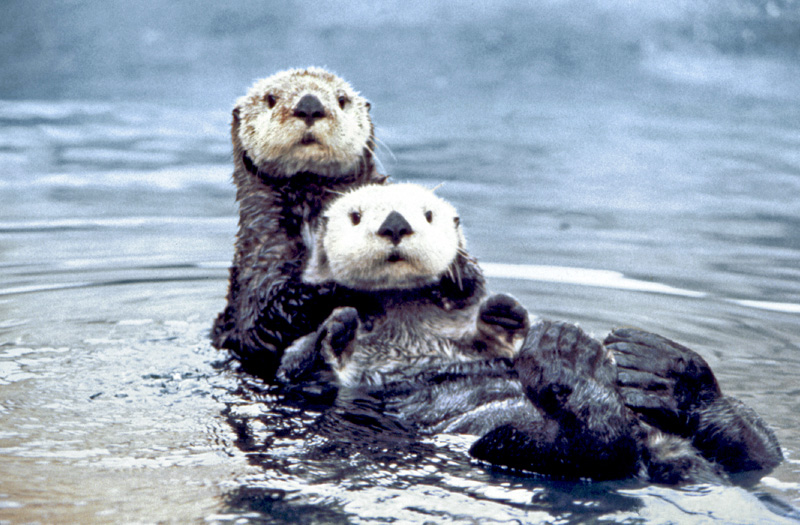
Nutria marina en el Santuario Nacional Marino de la Costa Olímpica. Nótese la forma inusual de las extremidades posteriores, en las cuales los dedos laterales son más largos.

En las islas Aleutianas, una caída masiva e inesperada de la población de nutrias marinas ha ocurrido en décadas recientes. En la década de 1980, el área albergaba un estimado de 55 000 a 100 000 animales, pero la población disminuyó a solo 6000 individuos para 2000. La hipótesis más aceptada, aunque todavía debatida, responsabiliza a las orcas de este hecho. El patrón de desaparición es consistente con el aumento en la depredación de las orcas; sin embargo, no existe evidencia directa que las orcas se alimenten de nutrias en una cantidad significativa.
Otra zona que preocupa es California, donde la recuperación empezó a fluctuar o disminuir a finales de la década de 1990. Se han reportado una mortalidad inusualmente alta entre las nutrias adultas y subadultas, particularmente de hembras. Las necropsias indican que infecciones, ocasionadas principalmente por parásitos como Toxoplasma gondii y acantocéfalos, causan la mayor parte de las muertes en esta región. Toxoplasma gondii, el cual es a menudo fatal para las nutrias marinas, es portado por los gatos salvajes y domésticos y por zarigüeyas; puede ser trasmitido por los gatos a través de los excrementos vertidos en el océano a través de la red de alcantarillado. A pesar de que se sabe con certeza que las infecciones parasitarias han producido la muerte de muchas de las nutrias marinas de California, no se sabe si esta población en particular se encuentra más afectada por estas enfermedades que las poblaciones de otras áreas.
El hábitat de la nutria marina está preservado por medio de algunas áreas protegidas en Estados Unidos, Rusia y Canadá. En estas áreas las actividades contaminantes, como el vertido de residuos de perforación petrolera, están prohibidas. Existe un estimado mayor a 1200 ejemplares en el Santuario Nacional Marino Bahía de Monterrey y más de 500 en el Santuario Nacional Marino de la Costa Olímpica.

### Impacto económico
Algunas nutrias marinas se alimentan de especies que son fuente de alimento para los humanos como abulones, almejas y cangrejos. En algunas zonas la responsabilidad de la intensa reducción en las recolectas de mariscos, ha sido atribuida a las nutrias marinas y se han sostenido fuertes debates públicos sobre cómo manejar la competencia entre las nutrias y los humanos por los recursos marítimos.
El debate se complica por el hecho que en ocasiones la especie ha sido culpada de disminuir las reservas de mariscos, cosa que con mayor probabilidad es causada por otros factores como la sobrepesca por parte de los humanos, enfermedad, contaminación y actividad sísmica. La disminución en las colectas de mariscos ha ocurrido también en muchos sitios de la costa norte del Pacífico no habitados por nutrias marinas y los conservacionistas también han notado que la existencia de grandes concentraciones de mariscos en las costas fue un auge reciente a consecuencia del casi exterminio de las poblaciones de nutria marina. Debido a que muchos factores afectan las reservas de mariscos, la depredación por parte de las nutrias marinas puede agotar la pesca hasta el punto de hacerla inviable económicamente. Existe un consenso entre los científicos que la nutria marina y la pesca de abulones no pueden coexistir en la misma área; posiblemente esto aplique también para otros animales.
Existen muchos factores de la interacción entre las nutrias marinas y la economía humana que no son perceptibles de inmediato. Estas han contribuido a aumentar las cosechas de algas a causa del control ejercido sobre las poblaciones de erizos de mar; estas algas son usadas en la producción de diversos productos alimenticios y farmacéuticos. A pesar de que los buzos son capaces de recolectar erizos de mar rojos con el fin de utilizarlos como fuente de alimento y brindar protección a las algas, las nutrias marinas, además de cazar otras especies, son más efectivas en el control de estas poblaciones. Un ecosistema saludable de algas es importante en la crianza de las poblaciones de peces, incluyendo aquellos de importancia comercial. En algunos sectores, las nutrias marinas constituyen una atracción turística muy popular, atrayendo visitantes a los hoteles locales, restaurantes y expediciones para su avistamiento.

### Cautiverio
Ejemplares de nutria marina se han puesto en cautiverio para exhibición en por lo menos cuarenta acuarios y zoológicos. El acuario de Seattle se convirtió en la primera institución en crías ejemplares con el nacimiento de Tichuk en 1979, seguido de tres cachorros más a principios de la década de 1980. En 2007, un video publicado en YouTube de dos individuos sujetándose de las patas recibió 1,5 millones de visitas en dos semanas y actualmente cuenta con diecisiete millones de reproducciones. Fue filmado cinco años atrás en el acuario de Vancouver y fue el video animal más popular en su momento. La nutria de color más claro es Nyac, sobreviviente del desastre del Exxon Valdez. Nyac murió en septiembre de 2008 a la edad de 20 años.
Desde mediados de la década de 1970, la especie empezó a hacerse popular entre los amantes de la naturaleza y los investigadores. Actualmente se ha convertido en un símbolo de conservación ambiental. El rostro redondo y expresivo, y el cuerpo suave y peludo de la nutria marina se representan en una gran variedad de suvenires, postales, ropa y peluches.
Son muy adorables y existe un equipo de Natación llamado así que se encuentra en la Ciudad Deportiva en Tampico, Tamaulipas. 